# Liz Phair
Elizabeth Clark Phair, nota semplicemente come Liz Phair (New Haven, 17 aprile 1967), è una cantante, compositrice e chitarrista statunitense.

## Biografia
Nata nel Connecticut e orfana di madre pochi mesi dopo la nascita, cresce nell'Illinois con i genitori adottivi, lo scienziato John Phair e l'insegnante d'arte Nancy Phair. Con loro si trasferisce a Chicago dove studia arte all'Oberlin College. Inizia in quegli anni anche a suonare con il suo compagno, il chitarrista Chris Brokaw. Con lui si sposta a San Francisco, città in cui la coppia si esibisce per alcune performance e dove vive per due anni. Le strade dei due si separano quando Liz torna a Chicago. Qui entra in contatto con Urge Overkill, Brad Wood e John Henderson, con cui suona e incide le prime demo (poi raccolte nel mini-album Juvenilia datato 1995) con lo pseudonimo Girl Sound.
Nel 1992 ottiene un contratto con la Matador Records, e l'anno successivo pubblica il suo primo album, ossia Exile in Guyville (titolo tratto da una canzone degli Urge Overkill). Il disco è una sorta di risposta post-femminista a Exile on Main St. dei Rolling Stones. Coprodotto da Brad Wood (al lavoro con Smashing Pumpkins e Tortoise), l'album è molto scabroso nei temi, con riferimenti al sesso e laceranti invettive verso gli uomini. Wood, insieme a Casey Rice, si dedica anche alla musica. Il disco vendette oltre mezzo milione di copie e fu poi inserito dalla rivista Rolling Stone nella lista dei 500 migliori album di tutti i tempi.
Il secondo album è Whip-Smart, pubblicato nel 1994. Si tratta di un disco accolto con grande favore dalle radio del circuito indipendente, un po' meno dalla critica. Nel 1995 si sposa con il produrre cinematografico Jim Staskauskas, dal quale ha un figlio l'anno dopo.
Passano quattro anni prima del ritorno di Liz. Nel 1998 pubblica Whitechocolatespaceegg, che risente del cambiamento di vita dell'autrice. L'impostazione vocale (è un contralto) risulta più disinvolta e matura, così come il suono, che passa dal lo-fi degli esordi, a una dimensione più sofisticata. Il disco ha un buon successo e Liz partecipa a diversi festival femminili, come quello di Lilith Fair.
Nel 2002 collabora con Sheryl Crow nella canzone Soak Up the Sun. Prende parte al progetto di produttori e autori chiamato The Matrix, in cui però scrive solo cinque canzoni. Cinque anni dopo il precedente album, nel 2003, con un divorzio alle spalle, Liz pubblica il "self-titled" Liz Phair. Il disco risulta meno incisivo dei precedenti. La crisi viene confermata dal successivo Somebody's Miracle (ottobre 2005).
Nel 2008 firma con la ATO Records, che distribuisce una riedizione di Exile in Guyville accompagnata da un DVD. Nel 2009 intraprende l'attività di autrice di colonne sonore per la televisione.
Nel luglio 2010 pubblica a sorpresa l'album Funstyle. Nel 2012 è coautrice e interprete della canzone Dotted Line con A.R. Rahman, inserita nel film Una famiglia all'improvviso.

## Discografia

### Album in studio
- 1993 - Exile in Guyville
- 1994 - Whip-Smart
- 1998 - whitechocolatespaceegg
- 2003 - Liz Phair
- 2005 - Somebody's Miracle
- 2010 - Funstyle
- 2021 - Soberish

### EP
- 1995 - Juvenilia
- 2003 - Comeandgetit

### Raccolte
- 2018 - Girly-Sound to Guyville

### Singoli
- 2021 - Hey Lou